# 牛久市コミュニティバス
牛久市コミュニティバス（うしくしコミュニティバス）は、茨城県牛久市で運行されているコミュニティバス。愛称はかっぱ号。この愛称は公募による。
交通空白地域解消などの目的で2003年7月1日から試験運行され、2005年4月1日から本格運行に切り替わっている。
開始当初は市内のほぼ全域に路線網を持ちかっぱのイラストが施された5台の専用マイクロバスを使用し毎日運行していたが、2005年7月1日以降は一部の運行系統を除き、定められた曜日のみの運行となっている。

## 概要
茨城県牛久市は区域の西部に鉄道（JR常磐線）が通る市であるが市域の大半は道路交通のみで、市内にバス路線を走らせていた茨城観光自動車（茨観）の2001年の撤退で路線バス網の縮小が加速する。もっとも市内の車社会化の進展によるバス乗客減少、農村部における乗車率の低さがあり民営でバス事業を行うと採算性が見込めない地区が多い。また道路が狭く一般路線バス車両が入れない住宅地もある。元々路線バスがない地区や路線が廃止された地区住民のうち、自動車を運転できない、運転しない人々は病院通いや買い物など日常の外出に困ることから循環バス運行の要望があり2003年度に市の事業として試験運行を開始した。関東鉄道に運行を委託し、赤字分を市の予算で補う。
開始時は、市内ほぼ全地域を各系統各2 - 3便が毎日運行した。2度目の改定を行い3回目の運行体制となった2005年7月1日からは牛久市総合福祉センター巡回バス（送迎バス）を代替する目的もあり運行系統が差別化され、「小坂団地ルート」（牛久駅東口 - 小坂団地 - 福祉センター - 女化西区 - 牛久駅東口）と「運動公園ルート」（牛久駅東口 - 牛久運動公園 - 牛久駅東口）を改定し増便する代わりにその他の系統すべてを曜日運行とした。同時に牛久市立奥野小学校スクールバスも一部同じ車両・運転士が受け持っている。
近隣他市のそれと同様開始当初から一般路線バスとは連携せず独自の路線網を設定し一部を除く集落、新興住宅地と鉄道駅（牛久駅、ひたち野うしく駅）、あるいは公共施設（市役所庁舎、生涯学習センター、総合福祉センターなど）を結ぶ。現在の運行体制になる前は、すべての運行系統が市役所まで乗り換えなし（当初の一部系統は一回の乗り継ぎ）で行くことが出来た。
2006年8月1日には3回目の改定（第4次運行体制）が行われ2つの路線をまたがる総合福祉センターへの一部乗り入れや牛久駅西口系統の東口延長、小川芋銭記念館近くなど一部廃止区間の再開などの利便性向上策同時に奥原ルート、桂ルート、刈谷ルート、つつじヶ丘ルートは減便となる。
2008年4月1日には4回目の改定が行われ奥原ルート、桂ルート、ひたち野ルート、猪子ルートの廃止と全便が毎日運行になる。
2020年10月1日の改定によりひたち野うしく駅周辺の公園やスーパー、医療施設などを結ぶひたち野うしくルートが増設された。
2025年、『ラブライブ! スーパースター!!』の登場人物、鬼塚夏美・冬毬姉妹が牛久市出身であることにちなみ、同作品のラッピングバスが2台運行される。4月5日にお披露目式が行われ、翌4月6日から運行が開始される。

## 現行路線

### 通勤ライナー 上柏田・むつみルート
- 牛久駅東口 - 上柏田 - むつみ団地 - 栄町6丁目 - 牛久駅東口

→方向は平日朝に、←方向は平日夕に運転。

2013年4月1日運行開始。

### 通勤ライナー さくら台・みどり野ルート
- 牛久駅東口 → 今泉工業所 → さくら台3丁目 → 東みどり野区民会館 → 牛久駅東口

平日朝夕運転。

2013年4月1日運行開始。

### つつじが丘ルート
- 牛久駅西口 → つつじが丘中央 → 弁天前 → 第二つつじヶ丘 → 牛久駅西口

かっぱ号の路線で唯一つくば市（旧茎崎町）に乗り入れる。

### みどり野ルート
- 牛久駅東口 → 栄町保育園 → 東みどり野区民会館 → 南7丁目南 → 牛久駅東口

### 小坂団地ルート
- 牛久駅東口 - 牛久市役所 - 下根ヶ丘 - 団地中央 - 牛久自然観察の森正門 - 柏田台入口 - 牛久駅東口

→方向が右回り、←方向が左回り。

### 運動公園ルート
- 牛久駅東口 - 牛久市役所 - 栄町団地中央 - むつみ団地 - 牛久運動公園 - ひたち野うしく駅東口

### 刈谷ルート
- 牛久駅西口 → 刈谷4丁目 → 三日月橋生涯学習センター → 市営南裏住宅 → 本牛久郵便局 → 牛久駅西口

### 刈谷城中ルート
- 牛久駅西口 → 刈谷4丁目 → 三日月橋生涯学習センター → 根古屋 → 本牛久郵便局 → 牛久駅西口

### ひたち野うしくルート
- ひたち野うしく駅東口 → ひたち野うしく小学校前 → ひたち野うしく駅西口 → ひたち野うしく駅東口

## 過去路線
下記は2006年7月31日までの運行系統である。現在の運行体制になる前は、進行方向によって系統番号が異なっていた。
- ［ (1) 奥原ルート］奥野生涯学習センター - 牛久クリーンセンター - 島田 - 正直十字路 - 鹿ヶ作（小坂団地）　4便/3便※月・金曜日運行
- ［ (2) 桂ルート］奥野生涯学習センター桂 - うしくあみ斎場 - 入管入口 - 団地中央（小坂団地）　4便/5便※水・土曜日運行
- ［ (3) 小坂団地ルート］牛久駅東口 - 女化西区民会館 - 牛久自然観察の森 - 牛久市総合福祉センター - 鹿ヶ作（小坂団地） - 上池台中央 - 牛久市役所 - 牛久駅東口　7便/7便
- ［ (4) 猪子ルート］牛久駅東口→あらた団地入口→牛久駅東口　8便※月・金曜日運行
- ［ (5) 運動公園ルート］牛久駅東口→牛久市役所→中央生涯学習センター→牛久運動公園→ひたち野うしく駅東口→牛久運動公園→中央生涯学習センター→牛久市役所→牛久駅東口　7便
- ［ (6) 刈谷ルート］牛久駅西口 - 得月院 - 刈谷中央公園 - 牛久駅西口　4便/3便※火・木曜日運行
- ［ (7) つつじが丘ルート］三日月橋生涯学習センター - つつじヶ丘中央 - 牛久駅西口　4便/5便※水・土曜日運行
- ［ (8) みどり野ルート］牛久駅東口→六建団地→成井公会堂入口→六建団地→牛久駅東口　6便※火・木曜日運行
- ［ (9) ひたち野ルート］東猯穴十字路→ひたち野うしく駅東口　1便/0便（7:30発→7:40着）※月 - 土曜日運行

系統1と2は、系統3（小坂団地ルート）に乗り換えできる。なお年末年始は全便運休である。

## 運賃
運賃は1回の乗車につき「通勤ルート」は170円、それ以外は100円（小学生50円。未就学児無料）である。
- 一日乗車券は200円（小学生100円）である。車内で発売する。
- 回数乗車券は、22枚綴りで「通勤ルート」は3400円、それ以外は2000円（小学生1000円）である。車内他で発売する。通勤ルート回数券のみ、市内の関東鉄道バス路線でも使用可能（逆は不可）。
- 身体障害者・知的障害者・精神障害者には運賃が半額になる割引制度がある（条件は乗車時障害者手帳を運転士に提示すること）。
- 高齢者割引制度はない。

## 利用状況
市役所や生涯学習センター利用よりも買い物その他での利用が多い。小学校・中学校の夏休み期間中（7月20日ごろから8月31日）の「運動公園ルート」は、運動公園プールを利用するこどもの利用がある。「牛久自然観察の森」へもかっぱ号が唯一の手段であることから利用される。
沿線には小川芋銭、住井すゑ縁の牛久沼畔の集落や牛久シャトーといった観光名所があるが牛久沼畔に関しては市が観光での利用促進PRをせず現在日曜日に立ち寄る運行系統がないことから観光ではほとんど利用されず、一方牛久シャトーは牛久駅から近いため駅からは歩く人がほとんどである。

## 停留所

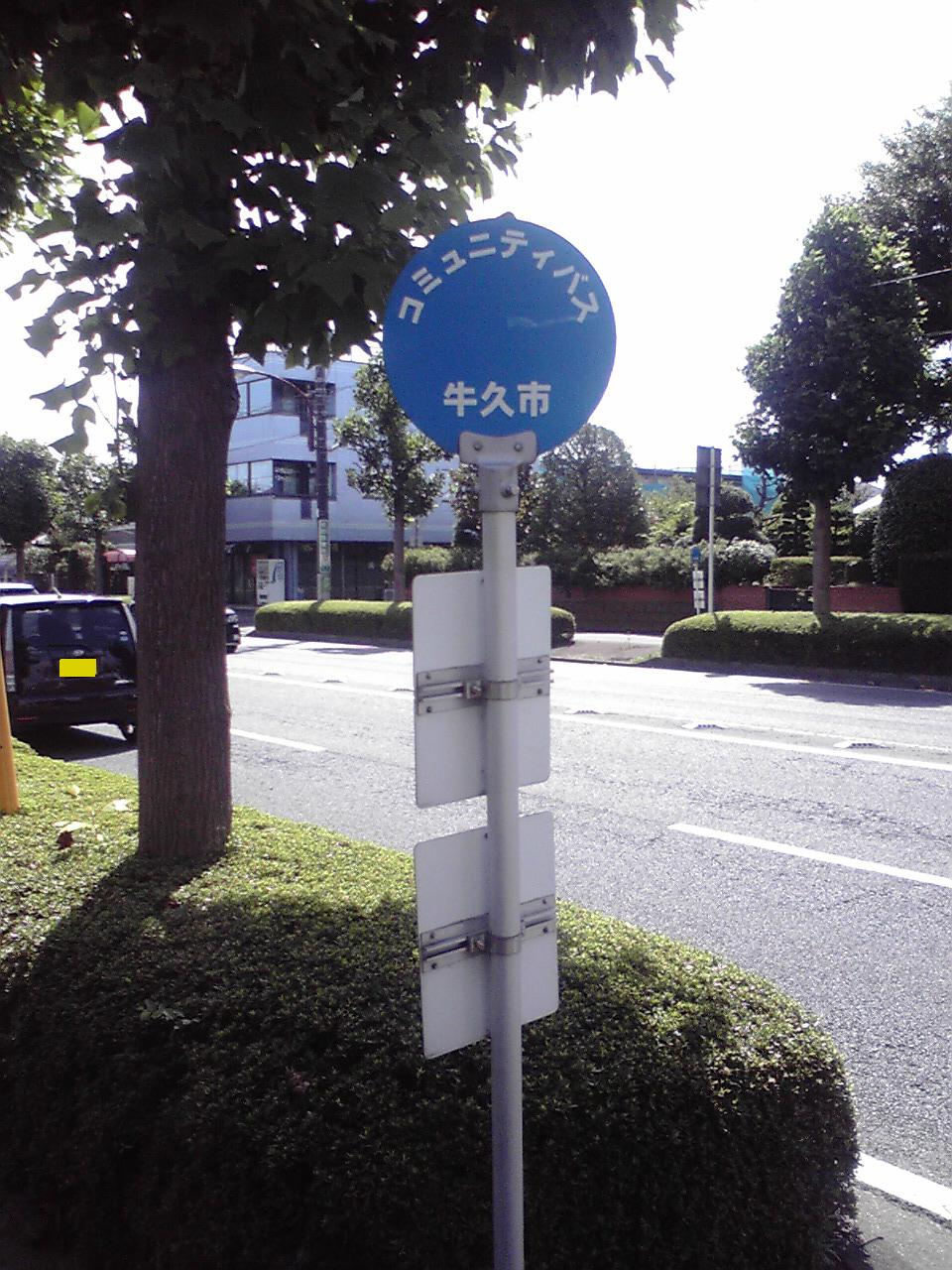
かっぱ号のバス停

- バス停留所標識は上部に青色の円形の平板を使用した柱で1980年代までは日本各地の民営・公営バスで広く見られた形のものであるが、それらとの違いは上部の平板には停留所名が書かれておらず「コミュニティバス 牛久市」のみ書かれている点である。
  - 柱の中ほどには時刻表と路線図の小さな掲示板が付いていて、時刻表の部分に停留所名が記載されている。
- バス停留所標識は双方向に設置しないでどちらか一方の側にのみ設置している場合が多く見られたが、2006年8月1日改定より今まで標識が無かった側にも新たに標識が設置されたところがある。これは従来のものとは異なる長方形の平板がついた背の低い標識柱で市内のごみ集積場を示す標識に形状が大変よく似ている。
- 施設敷地内に設けられた停留所は、牛久市役所・うしくあみ斎場・奥野生涯学習センター・牛久市総合福祉センター・中央生涯学習センター・牛久運動公園である。得月院はその駐車場敷地内である。
  - 運行当初は民間病院である牛久愛和総合病院敷地内にも入っており、つくばセントラル病院停留所は停留所標識が敷地内にあった。

## 使用車両
- 三菱ふそうトラック・バス：ローザ

運賃を投入する箱（運賃箱）は日本の一般路線バスで広く使用されている自動式の物ではなく、簡易な手動式のものを設置している。そのため、両替が出来ない。
車内に次の停留所を表示するLED表示器がある。
前面と側面にLED表示があるが前面は系統名と系統番号が表示され、側面は経由地も表示される。
降車ボタンは備わるが、吊り手はない。
運行を担当する関東鉄道つくば中央営業所（つくば市上横場）の所属であり、毎日国道408号線を経由して、牛久市との間を回送している。
現在の運行体制になるまでは車両整備・点検のため、一部の日に通常の車両でなく一般路線バス車両で代用することがあった（刈谷ルートと当初の運動公園ルート）。その場合も路線経路に変更はなく、刈谷ルートは比較的狭隘な道路が少ないとは言え大きなバスが住宅地内の生活道路など普段どおりバス停を経由した（そのため大型車以上の路上駐車があると立ち往生し予定より大幅に遅れることがあった）。